# Augustin Monneron
Joseph-François-Augustin Monneron (* 24. Dezember 1756 in Annonay, Ardèche; † 3. August 1824 in Barataria, bei New Orleans) war ein Unternehmer, Politiker und Bankier zur Zeit der französischen Revolution.
Während seiner Zeit als Abgeordneter der Gesetzgebenden Nationalversammlung prägte er gemeinsam mit seinen Brüdern eine Kupfermünze, den zwischen 1791 und 1793 umlaufenden „Monneron“. 1796 zum Generaldirektor der „Caisse des comptes courants“ berufen, veruntreute er 2,5 Millionen Francs, wurde 1798 vor Gericht gestellt, kam aber – vermutlich auf Initiative von Barras – wieder frei und verbrachte die letzten Jahre seines Lebens in Übersee. 

## Leben

### Herkunft und erste unternehmerische Tätigkeit
Augustin Monneron war der jüngste von sechs Söhnen aus einer hugenottischen Juristenfamilie. Sein Vater Antoine Monneron (1693–1791) war von Beruf Anwalt und fungierte zunächst als „contrôleur des fermes“ in Antibes, bevor er Steuerpächter der Gabelle in Annonay wurde. Über seine Mutter Barbe-Catherine, geb. Arnaud, war Monneron mit Joseph François Dupleix, dem Generalgouverneur der französischen Niederlassungen in Indien verwandt.
Im Jahr 1777 ließ Monneron sich als Kaufmann in Asnières bei Paris nieder, bevor er Direktor der dort ansässigen Tabakmanufaktur wurde. Im selben Jahr trat er auch in die Kaufmannsloge der „Amis Réunis“ bei. 1791 gründete er gemeinsam mit seinem Bruder Pierre-Antoine (1747–1801), der bis dahin in der Konstituante gesessen hatte, in Paris das Handelshaus „Monneron frères“.

### Abgeordneter der Gesetzgebenden Nationalversammlung; Prägung des „Monneron“
Am 28. September 1791 wählten ihn 414 der insgesamt 710 Wahlmänner des Départements Paris als Abgeordneten in die Gesetzgebende Nationalversammlung, dem ersten als Legislative tätigen Parlament Frankreichs. Während seiner Amtszeit setzte Monneron sich für die Schaffung von Grundschulen ein und argumentierte für eine harte Linie gegen eidverweigernde Priester. 
1791 erhielten „Monneron frères“ das Recht zur Prägung eigener Münzen, für die sich später der Begriff „Monneron“ einbürgerte. Dabei handelte es sich um Kupfermünzen zu 2 und 5 Sol, die zwischen Ende 1791 und März 1792 im Auftrag der Brüder Monneron und unter Verwendung einer Dampfmaschine in großer Stückzahl im englischen Birmingham hergestellt wurden. Durch ihre Aufschrift „Médaille de confiance“ wurden die in Assignaten rückzahlbaren Münzen unter dem Namen „monnaie de confiance“ (dt. „Vertrauensgeld“) bekannt und zirkulierten bis Ende 1793.
Die von den Brüdern Monneron in Umlauf gebrachten Münzen wurden Opfer zahlreicher Nachprägungen und verloren schnell an Wert. So erlitt das Unternehmen „Monneron frères“ im März 1792 einen Bankrott, Pierre-Antoine floh und Augustin legte am 1. April sein Amt als Parlamentsabgeordneter nieder. Die Herstellung des „monnaie de confiance“ wurde durch ein Gesetz vom 3. Mai 1792 verboten und Monneron erhielt die Möglichkeit, seine Schuldner im Laufe der folgenden drei Jahre auszuzahlen. Sein älterer Bruder Janvier, Inhaber eines Handelshauses auf der Île de France, übernahm dabei eine Bürgschaft für ihn.

### Zweite Karriere und erneuter Sturz
Zwischen 1792 und 1794 saß Monneron mehrmals im Gefängnis, übernahm dann aber ab 1794 als „agent des relations commerciales“ eine leitende Funktion in der Steuerung des französischen Außenhandels. Während der Regierungszeit des Direktoriums wurde er am 29. Juni 1796 schließlich zum ersten Generaldirektor der neugeschaffenen „Caisse des comptes courants“ berufen. Nur zwei Jahre später löste er einen großen öffentlichen Skandal aus, als er am 17. November 1798 plötzlich verschwand und eine Notiz zurückließ, in der er zugab, rund 2,5 Millionen Francs veruntreut zu haben.
Nach seiner Festnahme wurde er am 10. April 1799 vor einem Kriminaltribunal angeklagt, kam aber – vermutlich durch die Vermittlung seines Freundes Barras, der zu dieser Zeit das Direktorium dominierte – bereits im Mai wieder frei und verschwand auf die Karibikinsel Guadeloupe. Nach seiner Rückkehr nach Frankreich im Februar 1802 wurde er erneut verhaftet, dann wieder freigelassen und floh schließlich endgültig nach Amerika, wo er seine letzten Jahre verbrachte.